# Bukovica (Region)

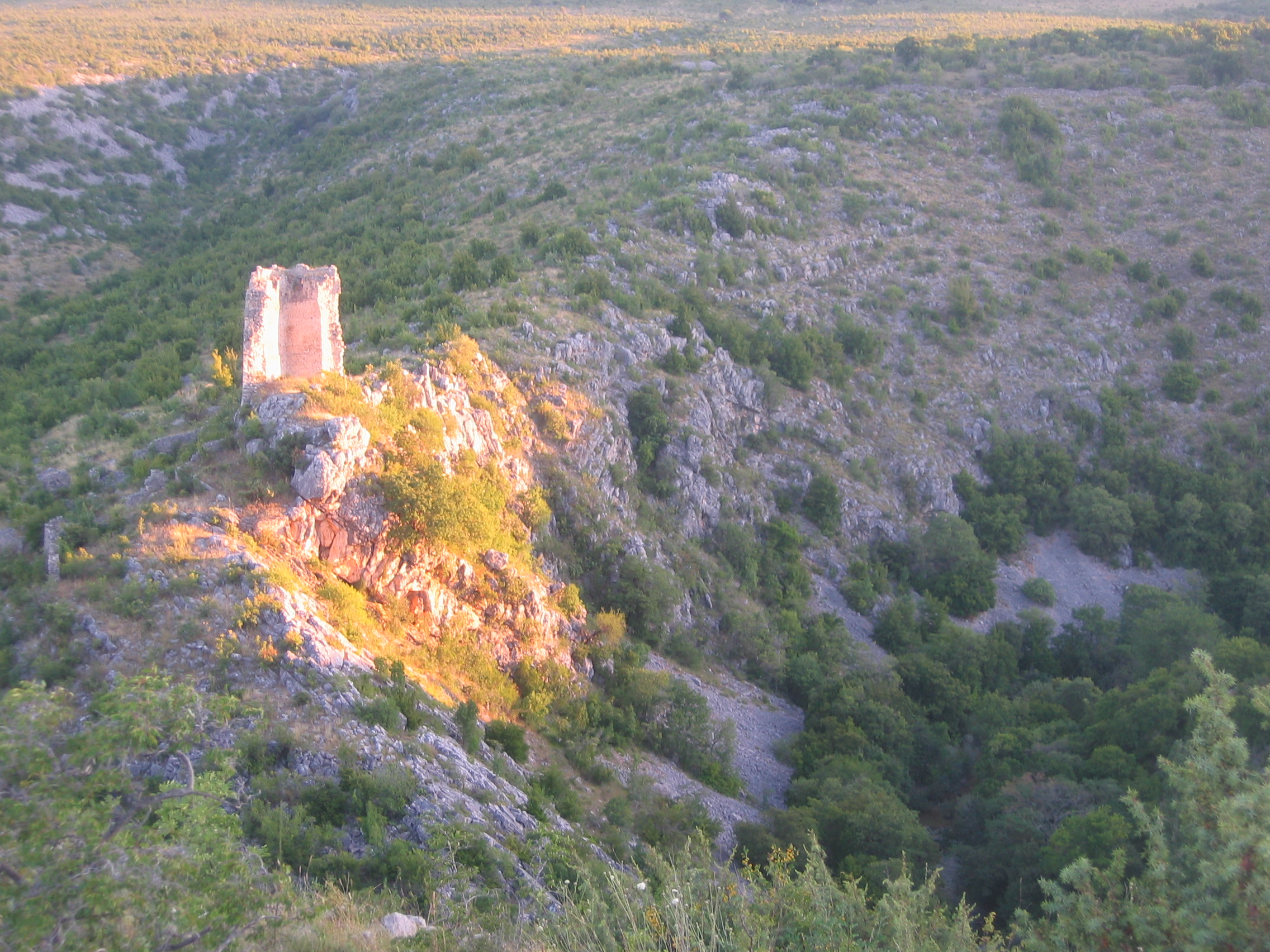
Typische Landschaft der Bukovica (hier mit der Ruine des Bergfrieds oder Festung vom Adelsgeschlechts Keglević nahe der Ortschaft Mokro Polje im Nordosten Bukovicas)

Die Bukovica (zu Deutsch Bukowitza) ist eine kroatische historisch-geographische Gegend (Mikroregion) im karstigen submediterranen Hinterland Norddalmatiens.

## Name
Der Name Bukovica (kroatisch: Bukva = die Buche) bedeutet übersetzt etwa Buchenland, da es ursprünglich ein mit Buchen bewaldetes Gebiet war. Zwischenzeitlich sind die großen Buchenwälder durch das Weiden von Vieh und die Verbreitung von Ackerbau verschwunden, aber der Name blieb.

## Lage
Die Bukovica ist eine zerklüftete ungerade flachwellige Hochebene (250–300 m über dem Meer), die sich ungefähr zwischen den Städten Benkovac im Südwesten, Obrovac im Nordwesten und Knin im Osten erstreckt. Sie grenzt im Norden am Fluss Zrmanja, im Osten und Südosten am Krka, im Westen am Kariner Meer, sowie im Süden und Südwesten an Ravni kotari, bzw. an die Eisenbahnstrecke Knin-Zadar. Geteilt wird sie in die Obere oder Obrovacer Bukovica und die Niedere oder Kistanjer Bukovica. Verwaltungsmäßig gehört der westliche Teil zur Gespanschaft Zadar und der östliche Teil zur Gespanschaft Šibenik-Knin.

## Geschichte
Wie in ganz Dalmatien, waren die Illyrer die ersten Siedler der Bukovica. Die Römer kamen und unterwarfen das ganze Gebiet im 2. Jahrhundert v. Chr., und Bukovica wurde damit ein Teil der Römischen Provinz Dalmatien. Die Kroaten besiedelten die Bukovica im 7. Jahrhundert und sie wurde eines der Kerngebiete des mittelalterlichen kroatischen Staates. In der ersten Hälfte des 16. Jahrhunderts ging sie an das Osmanische Reich über, wurde aber im Laufe des Großen Türkenkrieges gegen Ende des 17. Jahrhunderts befreit. Sie kam zuerst unter venezianische Oberhoheit und später, nach dem Untergang dieser Republik, unter Habsburgermonarchie. Nach dem Ersten Weltkrieg befand sich Bukovica im Königreich der Serben, Kroaten und Slowenen (später „Königreich Jugoslawien“ genannt), während des Zweiten Weltkrieges im Unabhängigen Staat Kroatien (unterstützt von Italienischen und Deutschen Streitkräften), und nach dem Krieg im sozialistischen Jugoslawien. Schließlich wurde sie seit 1991 ein Teil des Territoriums der gegenwärtigen Republik Kroatien.

## Bevölkerung
Die ethnische Zusammensetzung der Bevölkerung der Bukovica veränderte sich im Laufe der Geschichte mehrmals grundlegend angesichts der Kriege, welche die Gegend zu erleiden hatte. Nach dem osmanischen Rückzug bilden die Kroaten und Serben fast die gesamte Bevölkerung. In manchen Dörfern leben heute mehrheitlich Kroaten, in anderen die Serben. Die Einwohner sind grundsätzlich an Viehzucht orientiert, weniger an Ackerbau. Allgemein ist Bukovica ein wirtschaftlich unentwickeltes und demografisch fast entvölkertes Gebiet, ohne größere Siedlungen. Der größte Ort ist Kistanje (ca. 1750 Einwohner), gefolgt von Kruševo (1080), Obrovac (1050), Gornji Karin (860), Ivoševci (360), Đevrske (250), Ervenik (230), Radučić (220), Medviđa (200) usw.